# 1184 км (зупинний пункт)
1184 кіломе́тр — пасажирський залізничний зупинний пункт Лиманської дирекції Донецької залізниці.
Розташована у Великоанадольському лісі (село Лісне) Волноваського району Донецької області на лінії Волноваха — Донецьк між станціями Волноваха (8 км) та Велико-Анадоль (3 км).
Через військову агресію Росії на сході Україні транспортне сполучення припинене.